# Duliabý
Duliabý (ucraniano: Дуляби́) es un pueblo de Ucrania, perteneciente al municipio rural de Naráyiv, en el raión de Ternópil de la óblast de Ternópil.
En 2001, el pueblo tenía una población de 77 habitantes.
Se ubica unos 4 km al suroeste de la capital municipal Naráyiv, junto al trifinio con la óblast de Leópolis y la óblast de Ivano-Frankivsk.

## Historia
Antes de la formación del actual municipio de Naráyiv en 2019, el pueblo era una pedanía del consejo rural de Naráyiv, en el raión de Berezhany.